# Santa Rita Durão

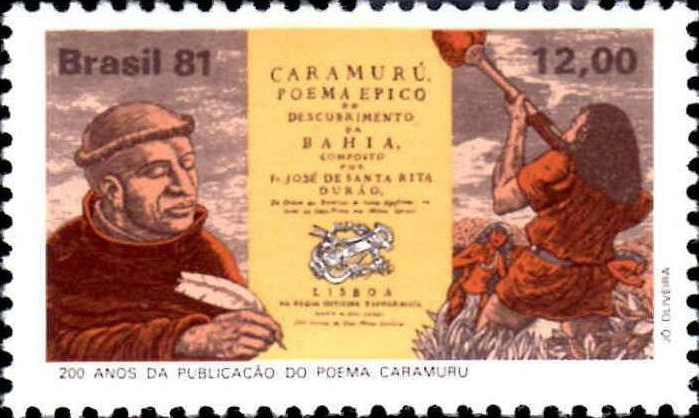
Santa Rita Durão på ett brasilianskt frimärke från 1981.

José de Santa Rita Durão, född 1722 i Mariana, död 24 januari 1784 i Lissabon, var en brasiliansk skald.
Durão, som tillhörde augustinorden, blev filosofie doktor i Coimbra och tillbragte en stor del av sitt liv på resor. Det enda av hans arbeten, som överlevde honom, är ett epos i tio sånger, Caramurú (1781), vartill ämnet är hämtat ur Brasiliens kolonisationshistoria.